# 小行星5750
小行星5750（英語：5750 Kandatai）是一颗围绕太阳公转的小行星。1991年4月11日，高橋篤史、渡邊和郎在北见发现了此天体。
这颗小行星的绝对星等为147.2203082319759等。